# Anders Hammarskjöld
Anders Mikael Hammarskjöld, född 2 augusti 1942 i Malmö S:t Petri församling, död 6 juli 2022, var en svensk militär (överste 1. graden).

## Biografi
Hammarskjöld avlade studentexamen i Göteborg 1961 och blev fänrik vid Gotlands kustartilleriförsvar med Gotlands kustartillerikår (KA 3) 1964. Hammarskjöld blev löjtnant 1966, kapten 1972, major 1975 och överstelöjtnant 1979. Han var sektionschef för Stockholms kustartilleriförsvar 1979–1981, chef planeringsavdelningen vid marinstaben 1981–1984, chef för Kustjägarskolan 1984–1985 och materialenheten vid försvarsdepartementet 1985. Hammarskjöld utnämndes till överste 1987 och var chef för kustartilleriförsvar med Gotlands kustartilleriregemente (KA 3) 1987–1993. Han var därefter ställföreträdande chef för Ostkustens marinkommando 1991–1995, utnämndes till överste 1. graden 1995 och var chef för Västkustens marinkommando 1995–1997.
Anders Hammarskjöld var son till läkaren Sven Olof Hammarskjöld och Birgit Ingegerd Lundberg. Han gifte sig 1969 med Eva Margareta Bülow (1945–2012) och är far till Henrik Mikael (född 1971) och Eva Gabriella (född 1974).